# Samantha Marshall
Samantha Isabel Marshall (Sydney, 12 augustus 1992) is een Australische zwemster.

## Carrière
Bij haar internationale debuut, op de Pan Pacific kampioenschappen zwemmen 2010 in Irvine, eindigde Marshall als negende op de 100 meter schoolslag en als elfde op de 50 meter schoolslag, daarnaast strandde ze in de series van zowel de 200 meter schoolslag als de 50 meter vlinderslag. Tijdens de Gemenebestspelen 2010 in Delhi veroverde de Australische de zilveren medaille op de 100 meter schoolslag.
Op de wereldkampioenschappen kortebaanzwemmen 2012 in Istanboel werd Marshall uitgeschakeld in de halve finales van zowel de 50 als de 100 meter schoolslag en in de series van de 200 meter schoolslag. Op de 4x100 meter wisselslag zwom ze samen met Grace Loh, Brianna Throssell en Sally Foster in de series, in de finale legden Rachel Goh, Sarah Katsoulis, Marieke Guehrer en Angie Bainbridge beslag op de zilveren medaille. Voor haar aandeel in de series ontving Marshall eveneens de zilveren medaille.
In Barcelona nam de Australische deel aan de wereldkampioenschappen zwemmen 2013. Op dit toernooi werd ze uitgeschakeld in de halve finales van zowel de 50 als de 100 meter schoolslag. Samen met Emily Seebohm, Alicia Coutts en Emma McKeon zwom ze in de series van de 4x100 meter wisselslag, in de finale sleepten Seebohm en Coutts samen met Sally Foster en Cate Campbell de zilveren medaille in de wacht. Voor haar inspanningen in de series werd ze beloond met de zilveren medaille.

## Internationale toernooien
| Jaar | Olympische Spelen | WK langebaan                                                                                 | WK kortebaan | PanPacs                                                                       | Gemenebestspelen |
| ---- | ----------------- | -------------------------------------------------------------------------------------------- | --- | ----------------------------------------------------------------------------- | ---------------- |
| 2010 |                   |                                                                                              | geen deelname | 11e 50m schoolslag 9e 100m schoolslag 19e 200m schoolslag 21e 50m vlinderslag | 100m schoolslag  |
| 2011 |                   | geen deelname                                                                                | |                                                                               |                  |
| 2012 | geen deelname     |                                                                                              | 11e 50m schoolslag · 11e 100m schoolslag · 24e 200m schoolslag · 4x100m wisselslag · Marshall zwom enkel de series |                                                                               |                  |
| 2013 |                   | 11e 50m schoolslag · 15e 100m schoolslag · 4x100m wisselslag · Marshall zwom enkel de series | |                                                                               |                  |

## Persoonlijke records
Bijgewerkt tot en met 3 augustus 2013
Kortebaan
| Afstand         | Tijd    | Datum            | Plaats    |
| --------------- | ------- | ---------------- | --------- |
| 50m schoolslag  | 30,65   | 12 december 2012 | Istanboel |
| 100m schoolslag | 1.06,32 | 14 december 2012 | Istanboel |
| 200m schoolslag | 2.24,82 | 18 juli 2010     | Brisbane  |

Langebaan
| Afstand         | Tijd    | Datum            | Plaats    |
| --------------- | ------- | ---------------- | --------- |
| 50m schoolslag  | 31,26   | 3 augustus 2013  | Barcelona |
| 100m schoolslag | 1.07,04 | 19 augustus 2010 | Irvine    |
| 200m schoolslag | 2.27,99 | 8 januari 2009   | Guam      |